# Relaciones República Checa-India
Las relaciones República Checa-India son las relaciones exteriores entre la República Checa y la República de la India.

## Historia
Las relaciones exteriores entre la República Checa y la India se establecieron en 1921 con un consulado checoslovaco en Bombay.

## Misiones diplomáticas

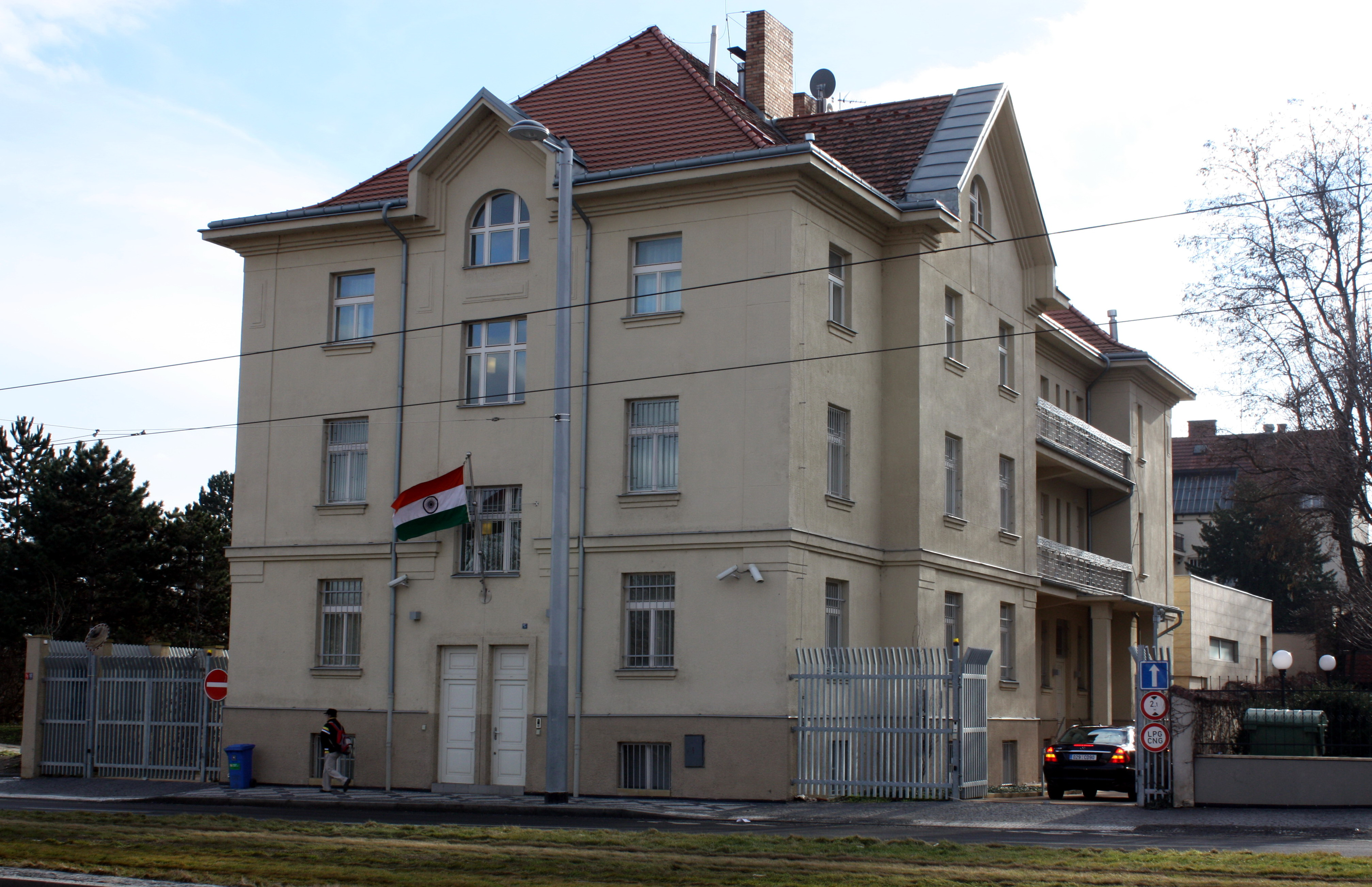
Embajada de la India en Praga.

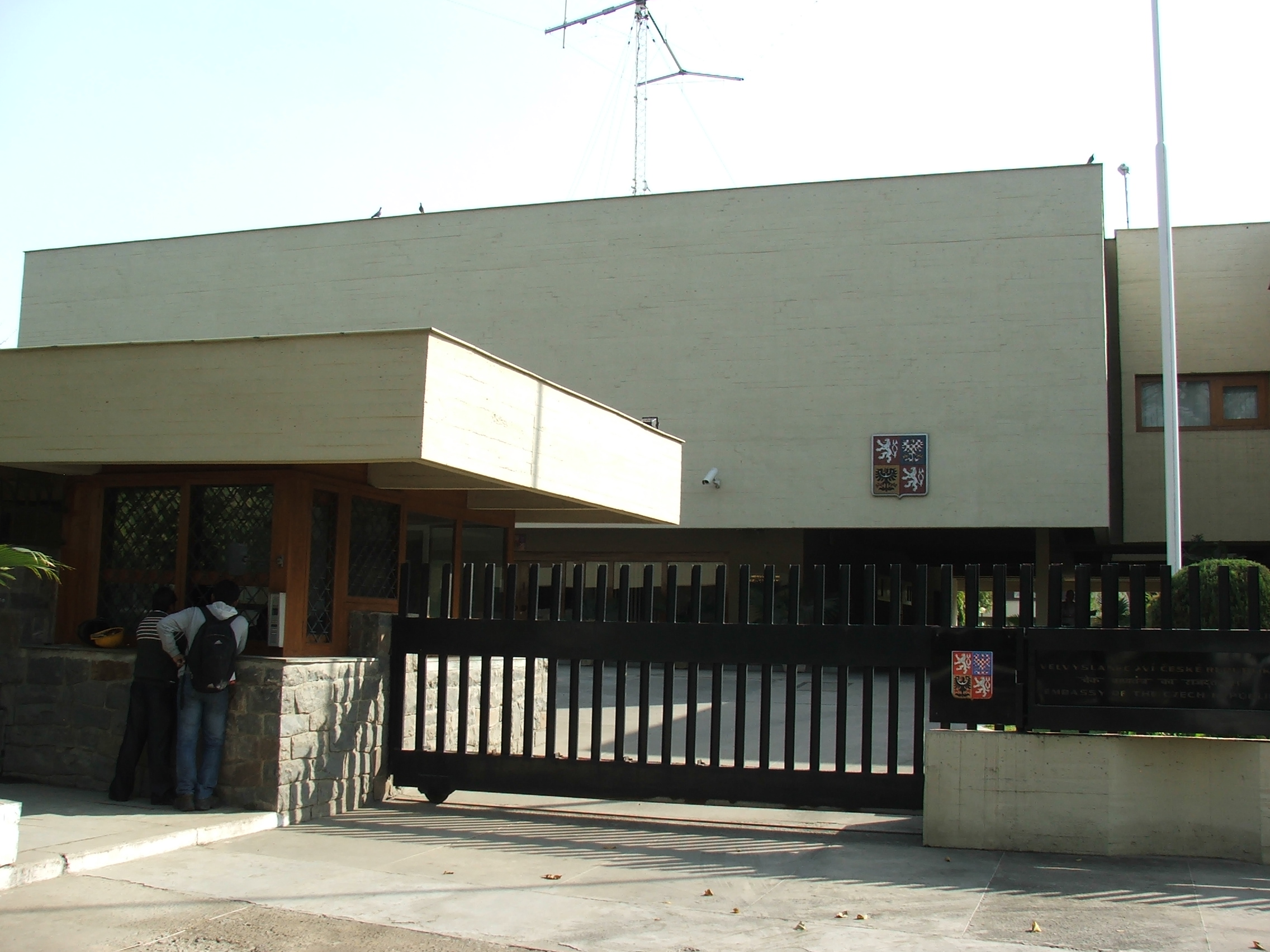
Embajada checa en Nueva Delhi.

- Chequia tiene una embajada en Nueva Delhi[2] y 3 consulados en Chennai, Bombay y Calcuta.
- India tiene una embajada en Praga.[3]